# روکا ماتسودا
روکا ماتسودا (انگلیسی: Ruka Matsuda؛ زادهٔ ۳۰ اکتبر ۱۹۹۵) بازیگر اهل ژاپن است. وی از سال ۲۰۱۱ میلادی تاکنون مشغول فعالیت بوده‌است.